# Fuera de la ley
Fuera de la ley es una película argentina filmada en blanco y negro dirigida por Manuel Romero sobre un guion propio, cuyos principales protagonistas fueron Luis Arata, José Gola e Irma Córdoba que se estrenó el 14 de julio de 1937. Es un drama policial que fue considerado uno de los mejores filmes del director y que influyó en las películas argentinas posteriores del mismo género.
Fue reconocida como la décima mejor película del cine argentino de todos los tiempos en la encuesta realizada por el Museo del Cine Pablo Ducrós Hicken en 1977.

## Origen de la película
El 24 de febrero de 1937 fue secuestrado el niño Eugenio Pereira Iraola –cuyos padres pertenecían a la alta sociedad argentina- y luego apareció muerto. Romero percibió que el caso había calado hondo en la indignación colectiva y decidió hacer una película vinculada al tema. El director decidió no dramatizar el hecho real sino escribir una ficción sobre el rapto de una nena sin sobreabundar en sus detalles en la convicción de que la memoria, la emoción o el subconsciente de cada espectador se encargarían de completar la película y vincularla al hecho real ya que la comunicación entre las películas argentinas y el público dependía con frecuencia de sobreentendidos que le permitirán enterarse de aquello que no se había contado o no entendía, de aquello que le intrigaba. En este caso, ¿Cómo es la calaña de los desalmados que secuestran chicos? ¿Que los empuja a semejante barbarie?

## Sinopsis
La película se estrenó a menos de cinco meses del secuestro y en ella José Gola protagonizaba el delincuente, hijo de un comisario encarnado por Luis Arata, que al salir de la cárcel pretende seducir a quien debiera ser como una hermana para él, una muchacha representada por Irma Córdoba criada y amada por sus padres. Para forzarla a ceder a su obsesión secuestra a su hijita (Rayito de sol) y la lleva al escondite de unos compinches. Su padre, cuando sospecha la verdad, pide quedar al frente de la investigación, persigue y cerca a su hijo, se convence de que es un malvado irrescatable y finalmente no vacila en ejecutarlo. 

## Reparto
- Luis Arata	... 	Pedro Robles
- José Gola	... 	Juan Robles
- Irma Córdoba	... 	Emilia
- Susy Derqui	... 	Flora
- María Esther Buschiazzo	... Madre de Juan Robles
- Marcos Caplán	... 	Agapito
- Pedro Maratea	... 	Enrique Varela
- Marcelo Ruggero	... 	Chichilo
- Martín Zabalúa (padre)	... 	Jefe de Policía
- María Vitaliani 	... 	Mujer de Chichilo
- Pedro Laxalt	... 	Roberto Achával
- Roberto Blanco	... 	Ñato
- Rayito de Sol	... 	Susana Achával
- Gerardo Rodríguez	... 	El Turco
- Jorge Lanza	... 	Giménez
- Malisa Zini	... 	Niñera.

## Valoración
El crítico Domingo Di Núbila ha opinado sobre esta película que:

"La claridad narrativa de Romero, sus certeros apuntes psicológicos, su selección y manejo de actores, confirieron a fuera de la ley una vitalidad y una potencia dramática que no habían alcanzado tanta intensidad en anteriores películas argentinas. Romero consigue ante todo persuasión en la historia del joven criminal psicopático y sobre la base de una acción sin desmayos elaboró escenas de fuerte impacto. Su creación, que alcanzó categoría de clásica, quedó como precursora del tema patológico nuestro cine, aunque sus diálogos filosos excluyeron la terminología psicoanalítica que se puso de moda después en policiales de posguerra. La formidable actuación de José Gola fue acaso el factor más importante porque pudo apoyarse en la complejidad del protagonista para insertar la reciedumbre de su propia personalidad. Así logró un trabajo de alto voltaje sin salir del estilo restringido e indirecto ideal en sí. Su mirada transmitió las convulsiones interiores del criminal. Había internalizado magistralmente sus arrebatos y su descontrol …  Fuera de la ley tuvo la espléndida fotografía del filme noir que necesitaba porque Lumiton contrató al as alemán Gerardo Húttula… sus contrastes absolutos de luz y sombra, sus contraluces, predilecciones nocturnas y su imaginación para apoyar -no meramente registrar- las instancias dramáticas contribuyeron a mantener el ojo del espectador fijo en la pantalla. Los decorados de Ricardo Conort y el montaje de Alfredo Traverso respondieron a la orientación y al ritmo de esta arriesgada mezcla de crónica policial, obsesión sexual, laberinto edípico y destino trágico. Luis Arata fue ayudado por su imponente máscara para encarnar al hombre que se mantiene precariamente la cornisa entre el afecto y la conciencia hasta que acepta la inexorabilidad del filicidio para salvar a sus seres queridos y la sociedad.

Por su parte el crítico Rodrigo Tarruella escribió:

"Fuera de la ley no sólo es un filme dentro de la ley, sino que es un fin de ‘’la ley’’, la apoteosis del paternalismo y del filicidio, tan representativa y profética de la historia como Invasión de Santiago, su contrapartida ideológica. Arata policía ampara, protege, disculpa o hace la vista gorda ante la carrera criminal de su hijo, un Gola ‘’terriblemente malo’’. En el trágico final Arata abate a Gola. Formalmente, el filme impresiona. Es la única película cuidada de Romero, lo cual le da un carácter extraño de film aislado, inclusive dentro del cine argentino. Hay una crueldad inusual, predominio de la imagen y diálogos secos y cortantes en la mejor tradición de la "serie negra", apartándose del parloteo incesante de una obra que niega sistemáticamente el silencio. Romero pasa insólitamente a la acción narrando por primera, y casi única vez, con soltura. Los notables encuadres están totalmente influidos por Dreyer.